# Bogdana, Teleorman
Bogdana este satul de reședință al comunei cu același nume din județul Teleorman, Muntenia, România. Se află în partea de est a județului, în Câmpia Găvanu-Burdea, pe malul drept al râului Urlui. La recensământul din 2002 avea o populație de 1.263 locuitori.